# Olympische Sommerspiele 2012/Leichtathletik – Kugelstoßen (Männer)

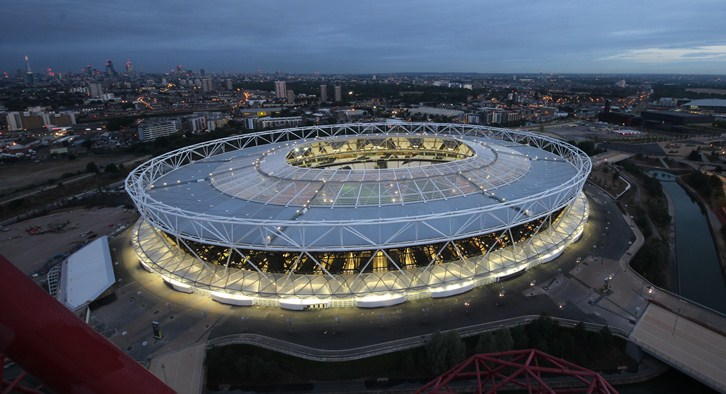
Das Olympiastadion von London im Jahr 2015

Das Kugelstoßen der Männer bei den Olympischen Spielen 2012 in London wurde am 3. August 2012 im Olympiastadion London ausgetragen. Vierzig Athleten nahmen teil.
Olympiasieger wurde der Pole Tomasz Majewski. Silber gewann der Deutsche David Storl. Die Bronzemedaille ging an den US-Amerikaner Reese Hoffa.
Neben dem Medaillengewinner trat auch Ralf Bartels für Deutschland an, er scheiterte in der Qualifikation.

Athleten aus der Schweiz, Österreich und Liechtenstein nahmen nicht teil.

## Aktuelle Titelträger
| Olympiasieger                      | Tomasz Majewski ( Polen)              | 21,51 m | Peking 2008       |
| Weltmeister                        | David Storl ( Deutschland)            | 21,78 m | Daegu 2011        |
| Europameister                      | David Storl ( Deutschland)            | 21,58 m | Helsinki 2012     |
| Zentralamerika und Karibik-Meister | O’Dayne Richards ( Jamaika)           | 19,16 m | Mayagüez 2011     |
| Südamerika-Meister                 | Germán Lauro ( Argentinien)           | 19,61 m | Buenos Aires 2011 |
| Asienmeister                       | Chang Ming-huang ( Chinesisch Taipeh) | 20,14 m | Kōbe 2011         |
| Afrikameister                      | Burger Lambrechts ( Südafrika)        | 19,51 m | Porto-Novo 2012   |
| Ozeanienmeister                    | Emanuele Fuamatu ( Samoa)             | 18,26 m | Cairns 2012       |

## Rekorde

### Bestehende Rekorde
| Weltrekord         | Randy Barnes ( USA)   | 23,12 m | Los Angeles, USA          | 20. Mai 1990       |
| Olympischer Rekord | Ulf Timmermann ( DDR) | 22,47 m | Finale OS Seoul, Südkorea | 23. September 1988 |

Der seit 24 Jahren bestehende olympische Rekord wurde auch bei diesen Spielen nicht erreicht. Der weiteste Versuch gelang dem polnischen Olympiasieger Tomasz Majewski mit seinem sechsten und letzten Stoß im Finale am 2. August auf 21,89 m. Damit blieb er 58 Zentimeter unter dem Olympia- und 1,23 m unter dem Weltrekord.

### Rekordverbesserungen
Der Argentinier Germán Lauro verbesserte den Rekord seines Landes dreimal:
- 20,75 m – Qualifikation am 3. August, Gruppe A, dritter Versuch
- 20,82 m – Finale am 3. August, zweiter Versuch
- 20,84 m – Finale am 3. August, dritter Versuch

## Legende
Kurze Übersicht zur Bedeutung der Symbolik – so üblicherweise auch in sonstigen Veröffentlichungen verwendet:
| – | verzichtet |
| x | ungültig   |

Anmerkungen:
- Alle Zeiten in diesem Beitrag sind nach Ortszeit London (UTC±0) angegeben.
- Alle Weitenangaben sind in Metern (m) notiert.

### Doping
Der Belarusse Andrej Michnewitsch, Bronzemedaillengewinner von 2008 in Peking, belegte in der Qualifikation mit 19,89 m Platz acht und war damit ausgeschieden. Anfang März 2013 wurden bei einem nachträglichen Dopingtest in einer Probe von den Weltmeisterschaften 2005 Spuren von verbotenen Substanzen gefunden. Die daraufhin von der Disziplinar-Kommission der belarussischen Anti-Doping-Agentur verhängte lebenslange Sperre wurde von der IAAF im Juli 2013 bestätigt, seine Leistungen, die er in dem Zeitraum erzielte, für den er gesperrt war, wurden annulliert.

## Qualifikation
3. August 2012, 10:00 Uhr
Fünf Teilnehmer (hellblau unterlegt) übertrafen die direkte Finalqualifikationsweite von 20,65 m. Damit war die Mindestanzahl von zwölf Finalteilnehmern nicht erreicht. So wurde das Finalfeld mit sieben weiteren Wettbewerbern (hellgrün unterlegt) aus beiden Gruppen nach den nächstbesten Weiten aufgefüllt. Für die Finalteilnahme waren schließlich 20,25 m zu stoßen.

### Gruppe A

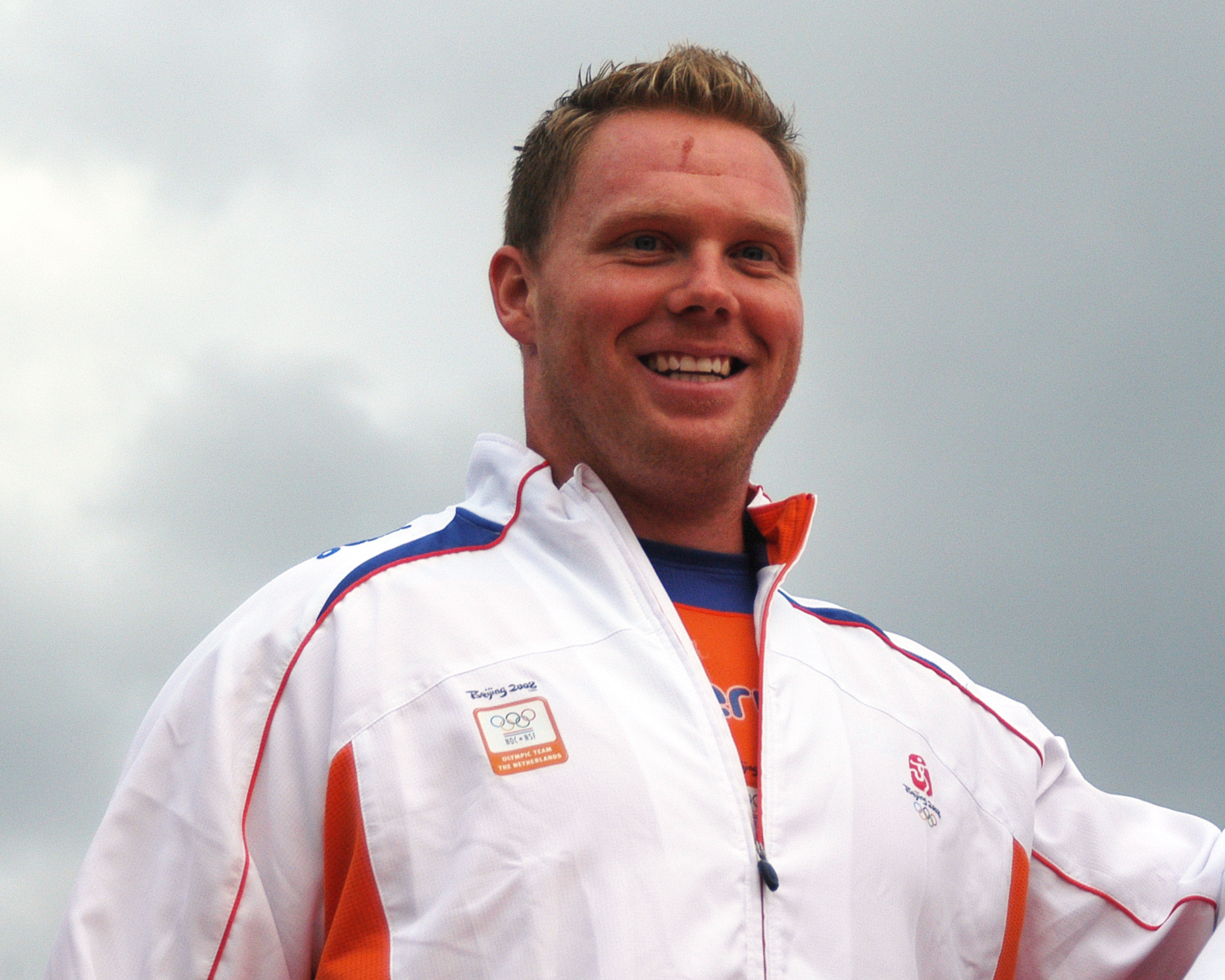
Rutger Smith – ausgeschieden mit 20,08 m
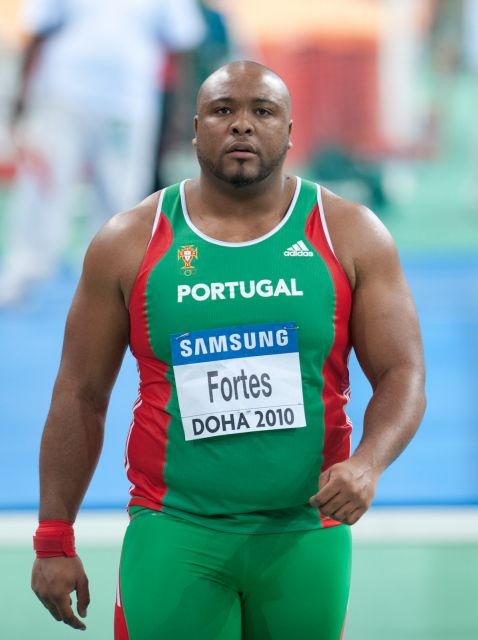
Marco Fortes – ausgeschieden mit 20,06 m

| Platz | Name                     | Nation                  | 1. Versuch | 2. Versuch | 3. Versuch | Weite | Anmerkung |
| ----- | ------------------------ | ----------------------- | ---------- | ---------- | ---------- | ----- | --------- |
| 1     | David Storl              | Deutschland             | 21,15      | –          | –          | 21,15 |           |
| 2     | Tomasz Majewski          | Polen                   | 21,03      | –          | –          | 21,03 |           |
| 3     | Germán Lauro             | Argentinien             | 20,10      | x          | 20,75 NR   | 20,75 | NR        |
| 4     | Pawel Lyschyn            | Belarus                 | 19,85      | 20,10      | 20,57      | 20,57 |           |
| 5     | Christian Cantwell       | USA                     | 20,41      | 20,30      | 19,88      | 20,41 |           |
| 6     | Dorian Scott             | Jamaika                 | 20,18      | 20,30      | 20,31      | 20,31 |           |
| 7     | Soslan Tsirichow         | Russland                | 19,25      | 19,78      | 20,17      | 20,17 |           |
| 8     | Rutger Smith             | Niederlande             | 20,08      | x          | 19,55      | 20,08 |           |
| 9     | Marco Fortes             | Portugal                | 19,59      | 20,06      | 19,50      | 20,06 |           |
| 10    | Lajos Kürthy             | Ungarn                  | 19,65      | x          | x          | 19,65 |           |
| 11    | Georgi Iwanow            | Bulgarien               | 19,42      | 19,40      | 19,63      | 19,63 |           |
| 12    | Kemal Mešić              | Bosnien und Herzegowina | 19,49      | x          | 19,60      | 19,60 |           |
| 13    | Michalis Stamatogiannis  | Griechenland            | 18,67      | x          | 19,24      | 19,24 |           |
| 14    | Dale Stevenson           | Australien              | 18,38      | 19,17      | 19,01      | 19,17 |           |
| 15    | Māris Urtāns             | Lettland                | 18,92      | 19,13      | x          | 19,13 |           |
| 16    | Borja Vivas              | Spanien                 | 18,46      | x          | 18,88      | 18,88 |           |
| 17    | Stephen Sáenz            | Mexiko                  | x          | 18,65      | x          | 18,65 |           |
| 18    | Óðinn Björn Þorsteinsson | Island                  | x          | 17,04      | 17,62      | 17,62 |           |
| 19    | Adriatik Hoxha           | Albanien                | 17,58      | x          | 17,13      | 17,58 |           |
| NM    | Justin Rodhe             | Kanada                  | x          | x          | x          | ogV   |           |

Weitere in Qualifikationsgruppe A ausgeschiedene Kugelstoßer:

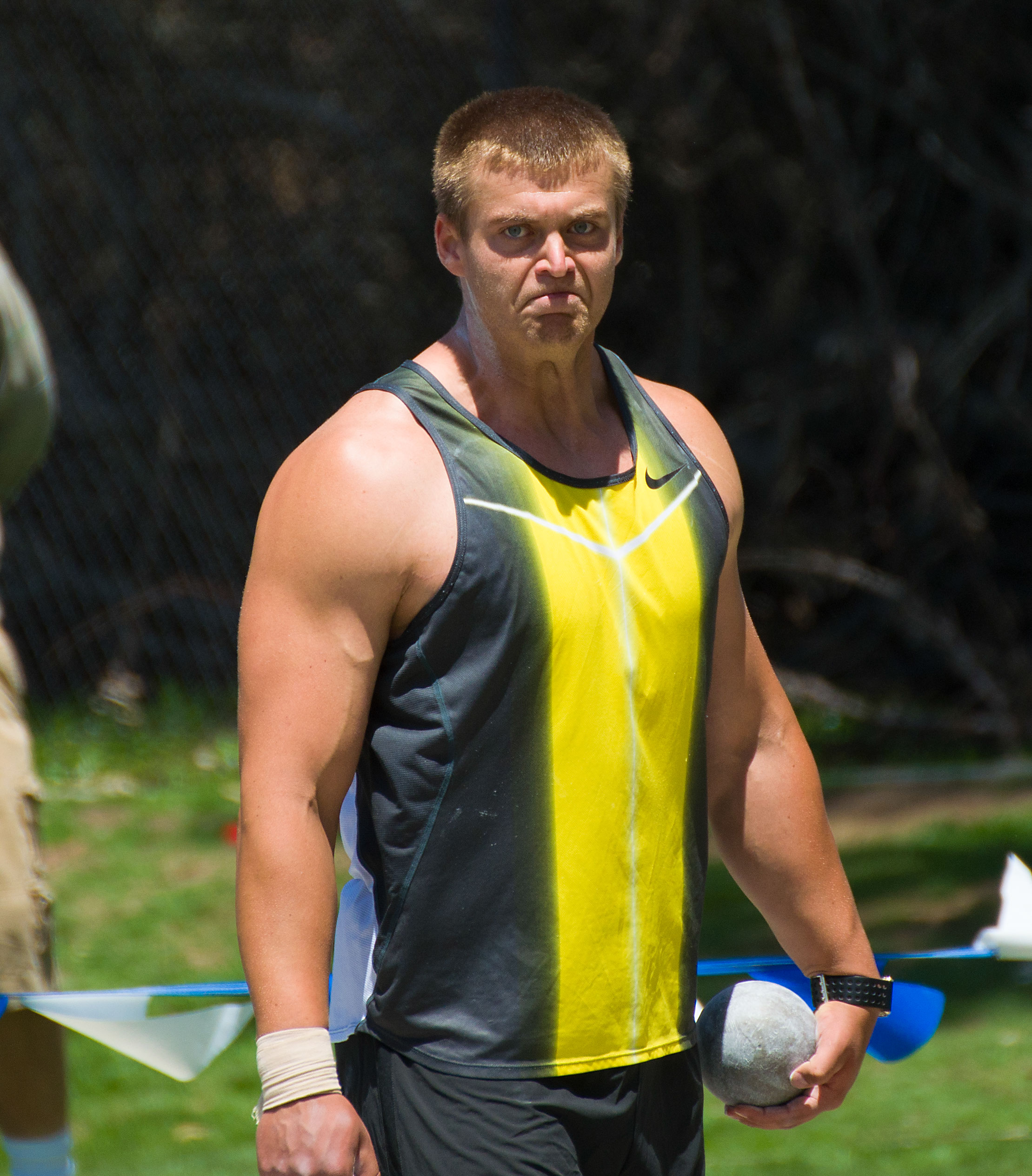
Lajos Kürthy – 19,65 m
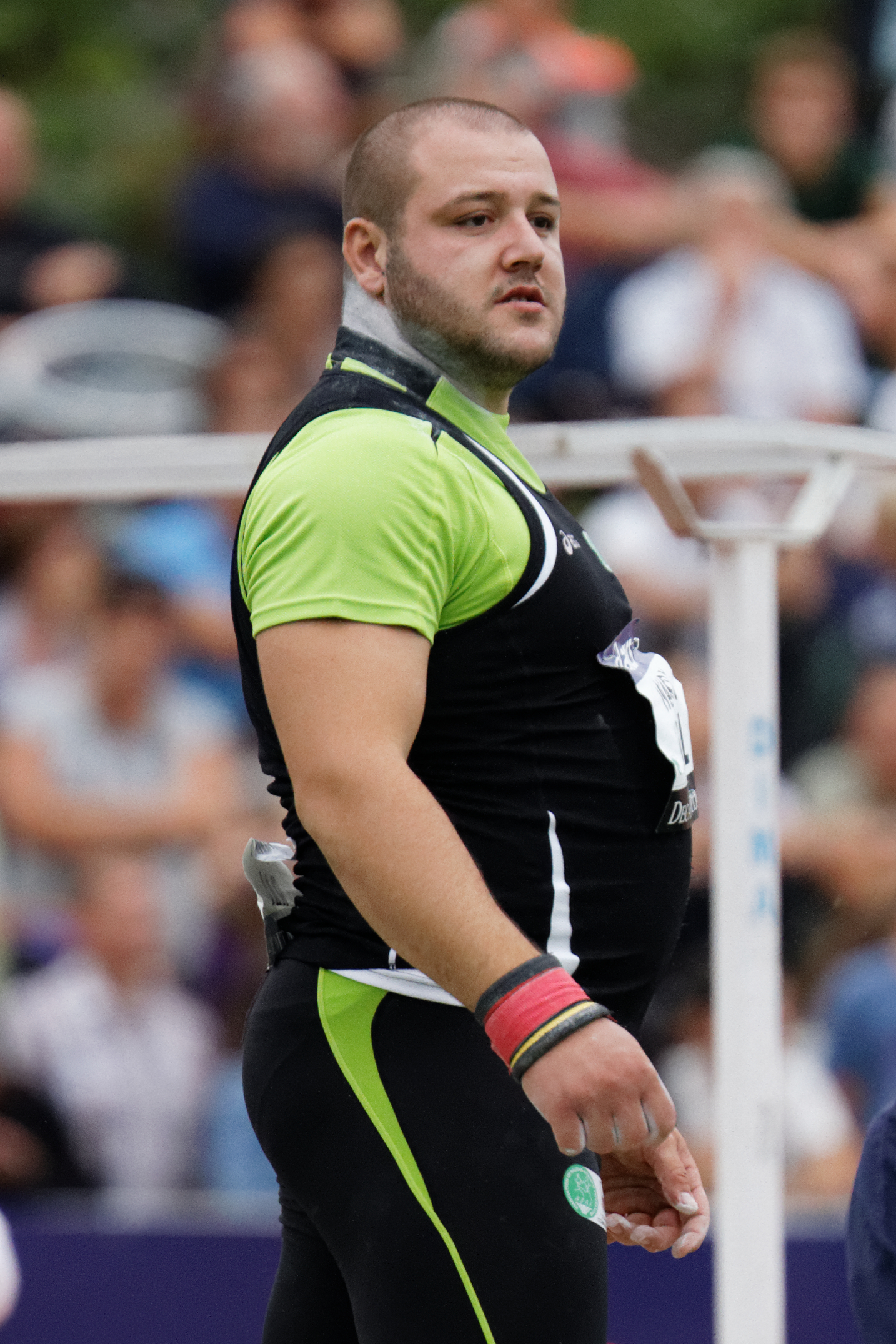
Georgi Iwanow – 19,63 m
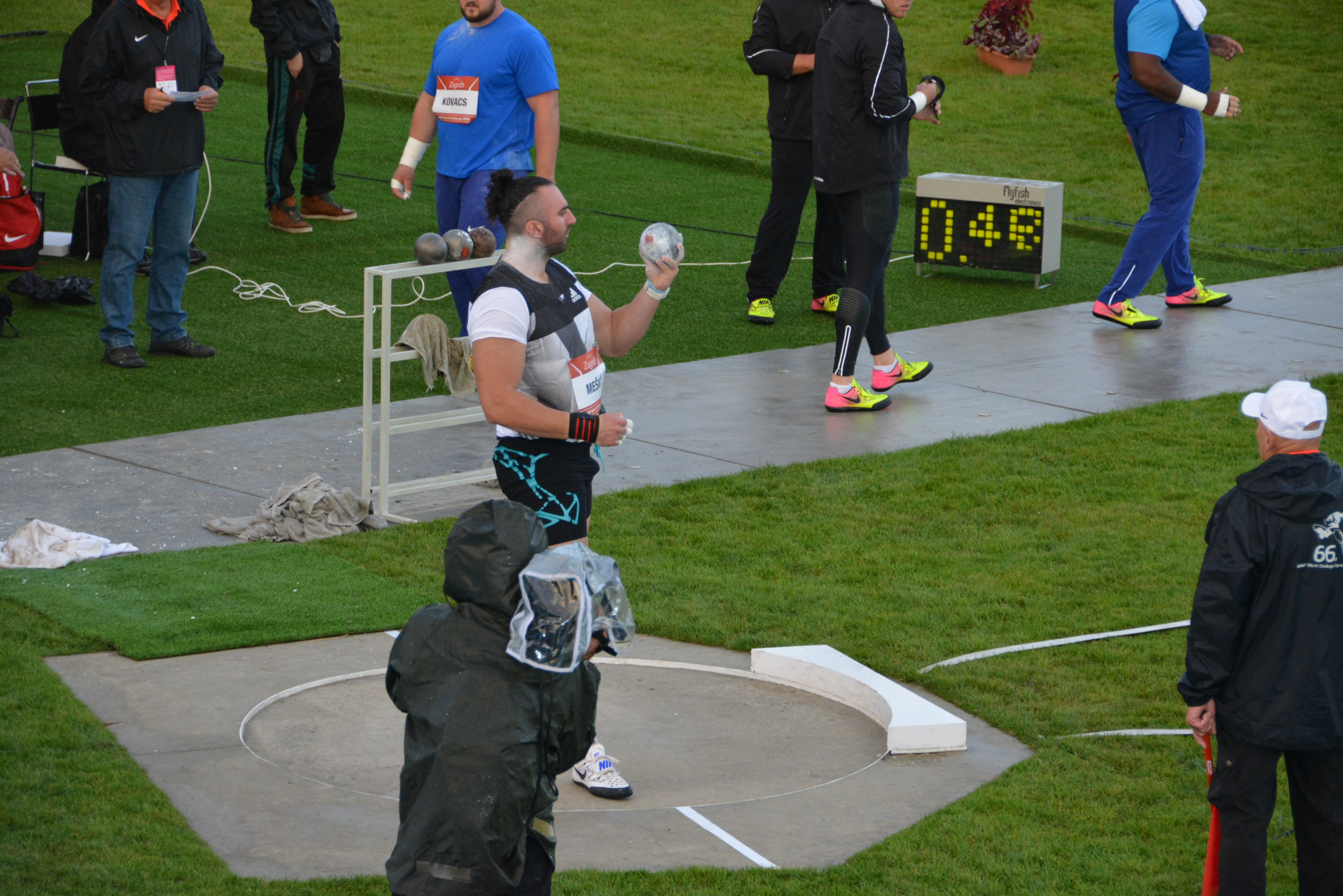
Kemal Mešić – 19,60 m

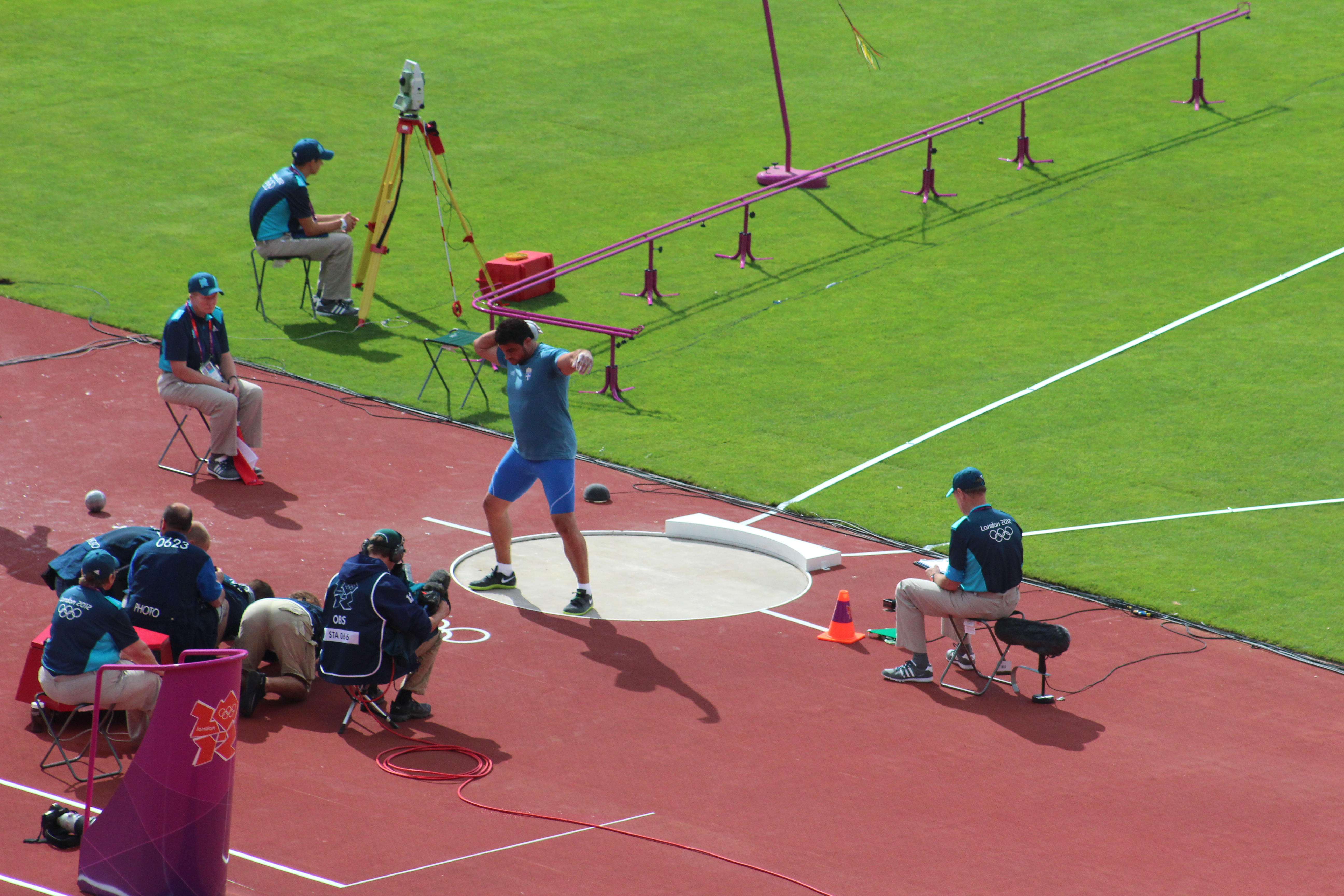
Michalis Stamatogiannis – 19,24 m
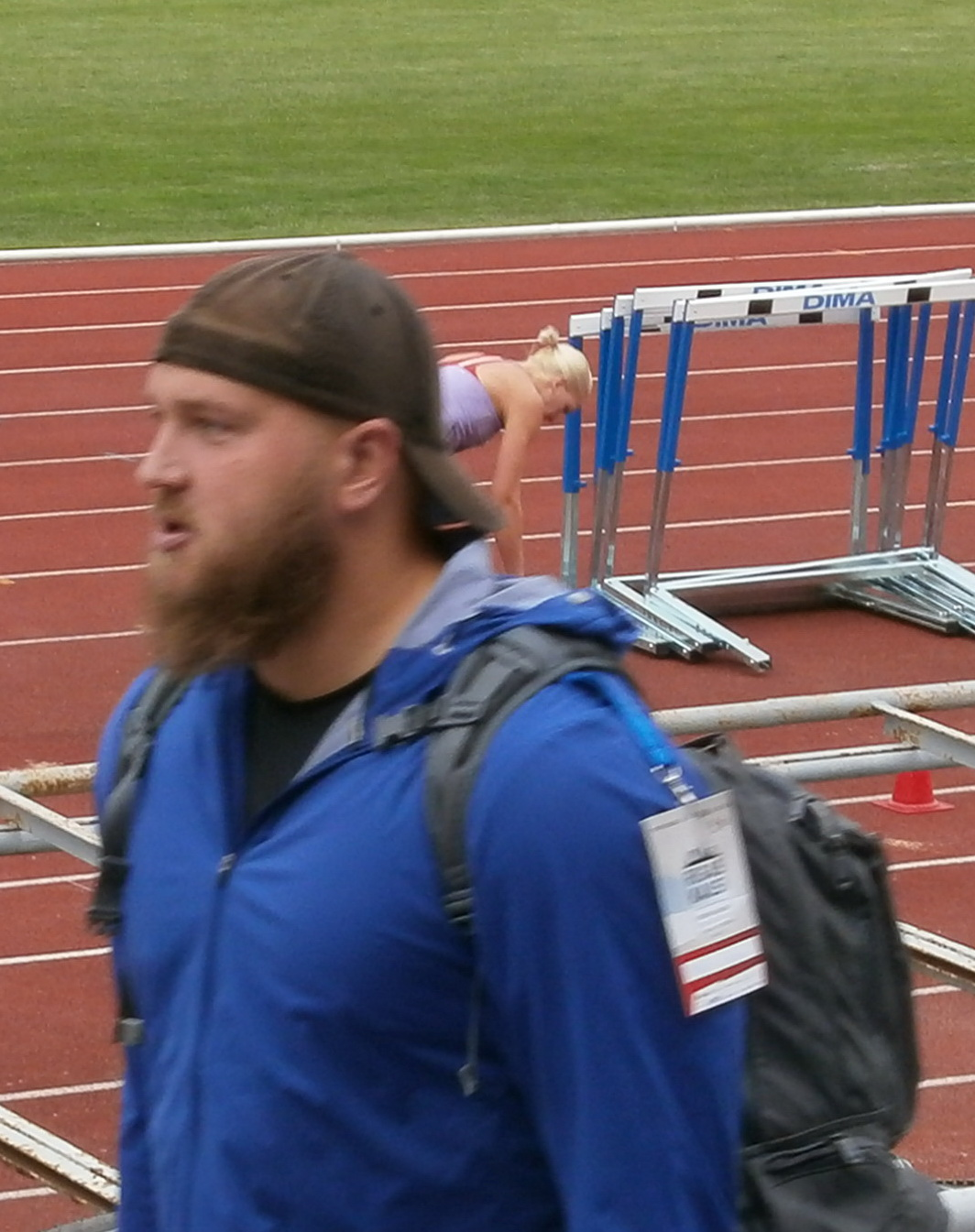
Māris Urtāns – 19,13 m
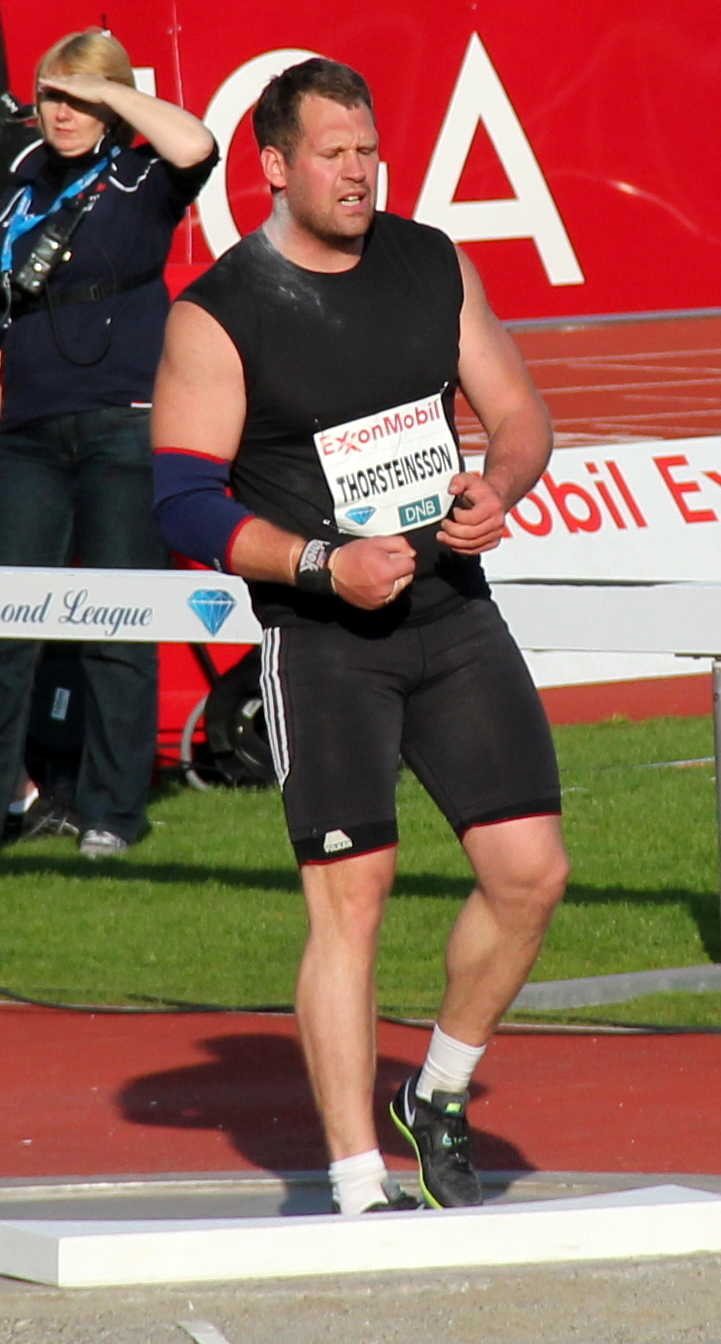
Óðinn Björn Þorsteinsson – 17,62 m

### Gruppe B

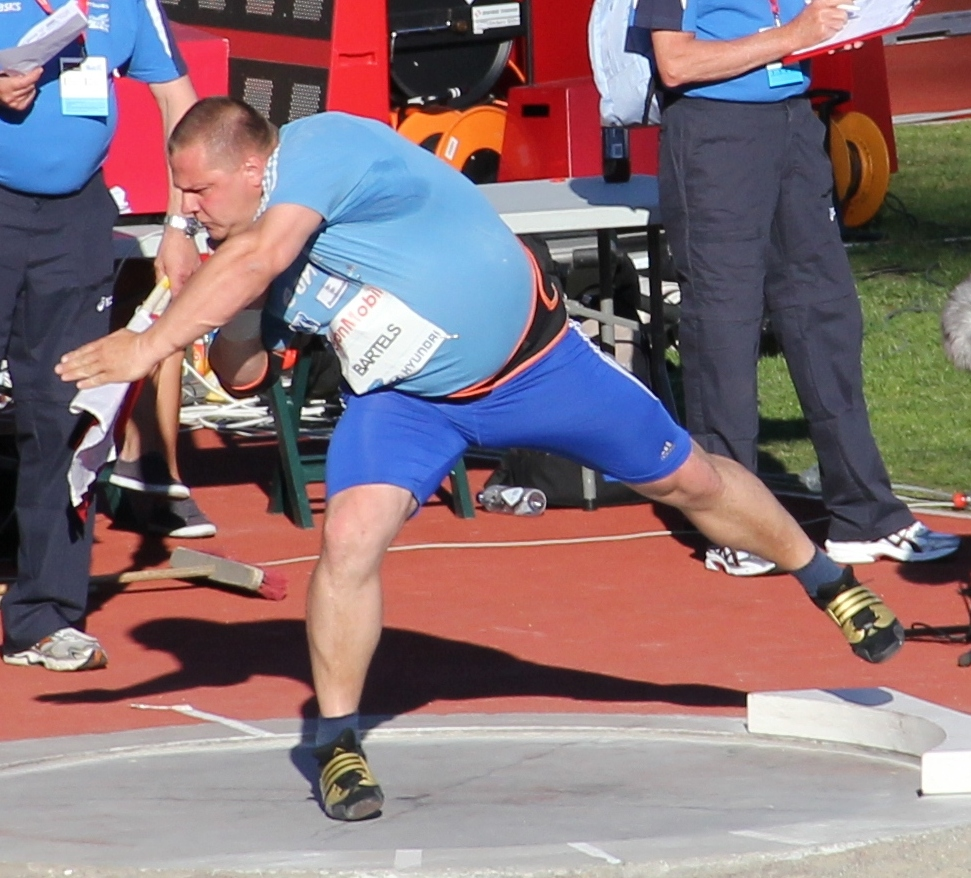
Ralf Bartels – ausgeschieden mit 20,00 m
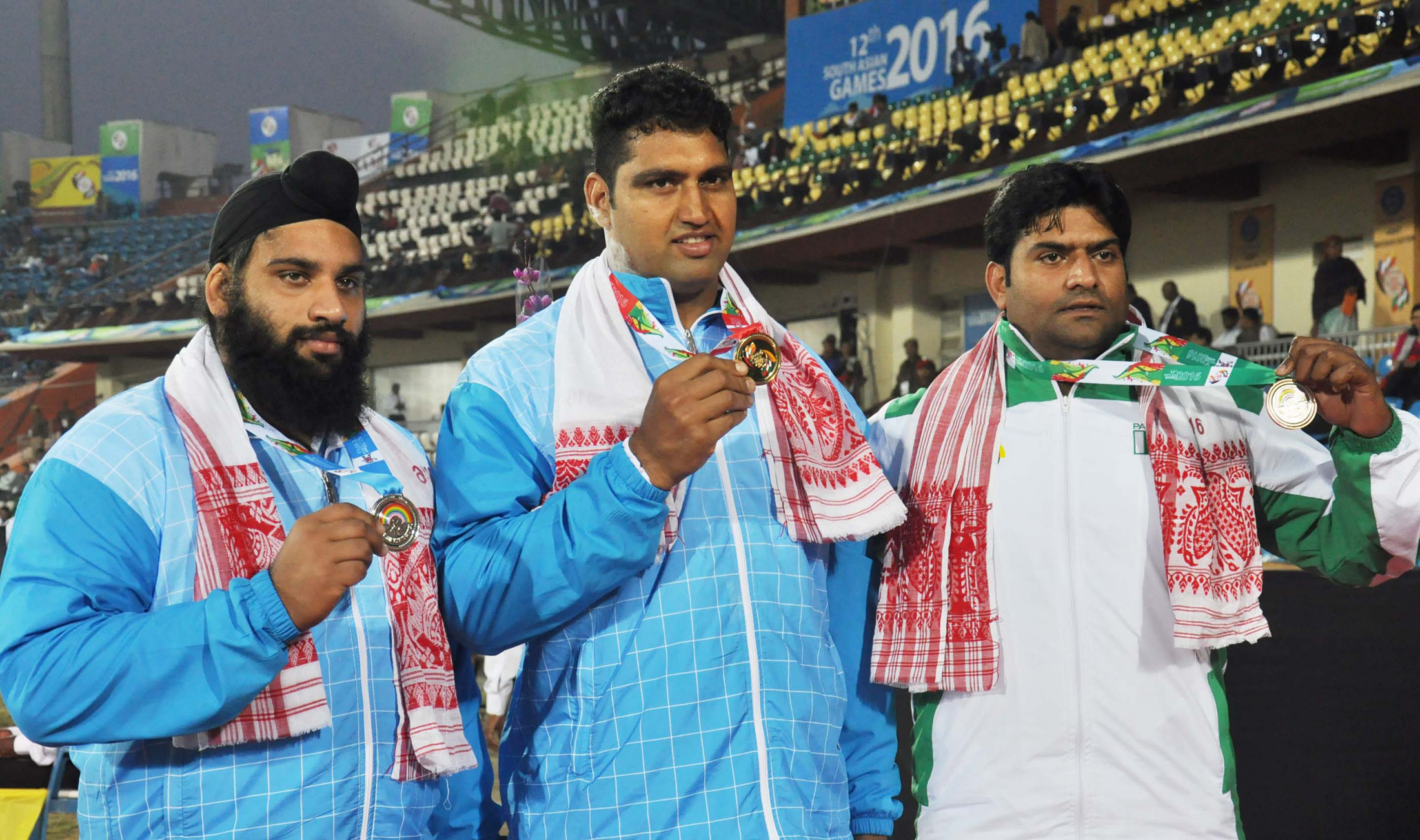
Om Prakash Karhana (Mitte) – ausgeschieden mit 19,86 m

| Platz | Name                | Nation              | 1. Versuch | 2. Versuch | 3. Versuch | Weite | Anmerkung |
| ----- | ------------------- | ------------------- | ---------- | ---------- | ---------- | ----- | --------- |
| 1     | Reese Hoffa         | USA                 | 21,36      | –          | –          | 21,36 |           |
| 2     | Ryan Whiting        | USA                 | 20,29      | 20,25      | 20,78      | 20,78 |           |
| 3     | Dylan Armstrong     | Kanada              | 19,99      | x          | 20,49      | 20,49 |           |
| 4     | Asmir Kolašinac     | Serbien             | 20,44      | –          | –          | 20,44 |           |
| 5     | Maxim Sidorow       | Russland            | x          | 19,59      | 20,40      | 20,40 |           |
| 6     | Chang Ming-huang    | Chinesisch Taipeh   | 19,14      | x          | 20,25      | 20,25 |           |
| 7     | Ralf Bartels        | Deutschland         | x          | 20,00      | 19,89      | 20,00 |           |
| 8     | Nedžad Mulabegović  | Kroatien            | 19,18      | 19,86      | x          | 19,86 |           |
| 9     | Om Prakash Karhana  | Indien              | 19,40      | 19,86      | x          | 19,86 |           |
| 10    | Hüseyin Atıcı       | Türkei              | 19,47      | 19,49      | 19,74      | 19,74 |           |
| 11    | Antonín Žalský      | Tschechien          | x          | 19,62      | 19,49      | 19,62 |           |
| 12    | Kim Christensen     | Dänemark            | 18,40      | x          | 19,13      | 19,13 |           |
| 13    | Carl Myerscough     | Großbritannien      | 18,75      | 18,95      | x          | 18,95 |           |
| 14    | Raigo Toompuu       | Estland             | 18,87      | 18,91      | x          | 18,91 |           |
| 15    | Amin Nikfar         | Iran                | 18,62      | x          | x          | 18,62 |           |
| 16    | Carlos Véliz        | Kuba                | 18,26      | x          | 18,57      | 18,57 |           |
| 17    | Emanuele Fuamutu    | Samoa               | 17,78      | x          | x          | 17,78 |           |
| NM    | Zhang Jun           | Volksrepublik China | x          | x          | x          | ogV   |           |
| NM    | Andrij Semenow      | Ukraine             | x          | x          | x          | ogV   |           |
| DOP   | Andrej Michnewitsch | Belarus             | 19,81      | 19,55      | 19,89      | 19,89 | [ 2 ]     |

Weitere in Qualifikationsgruppe B ausgeschiedene Kugelstoßer:

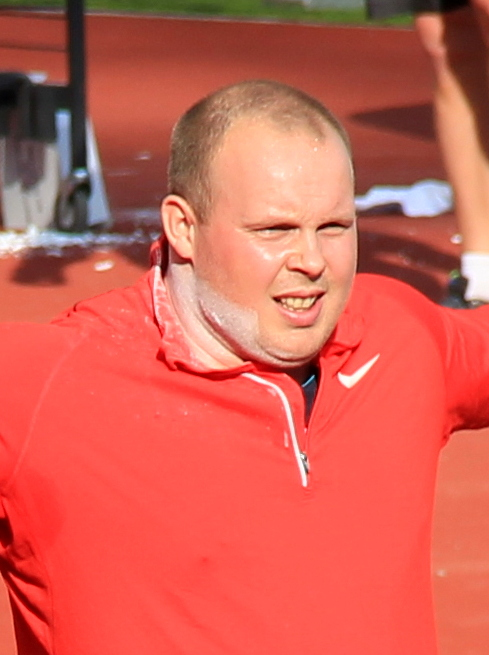
Kim Christensen – 19,13 m
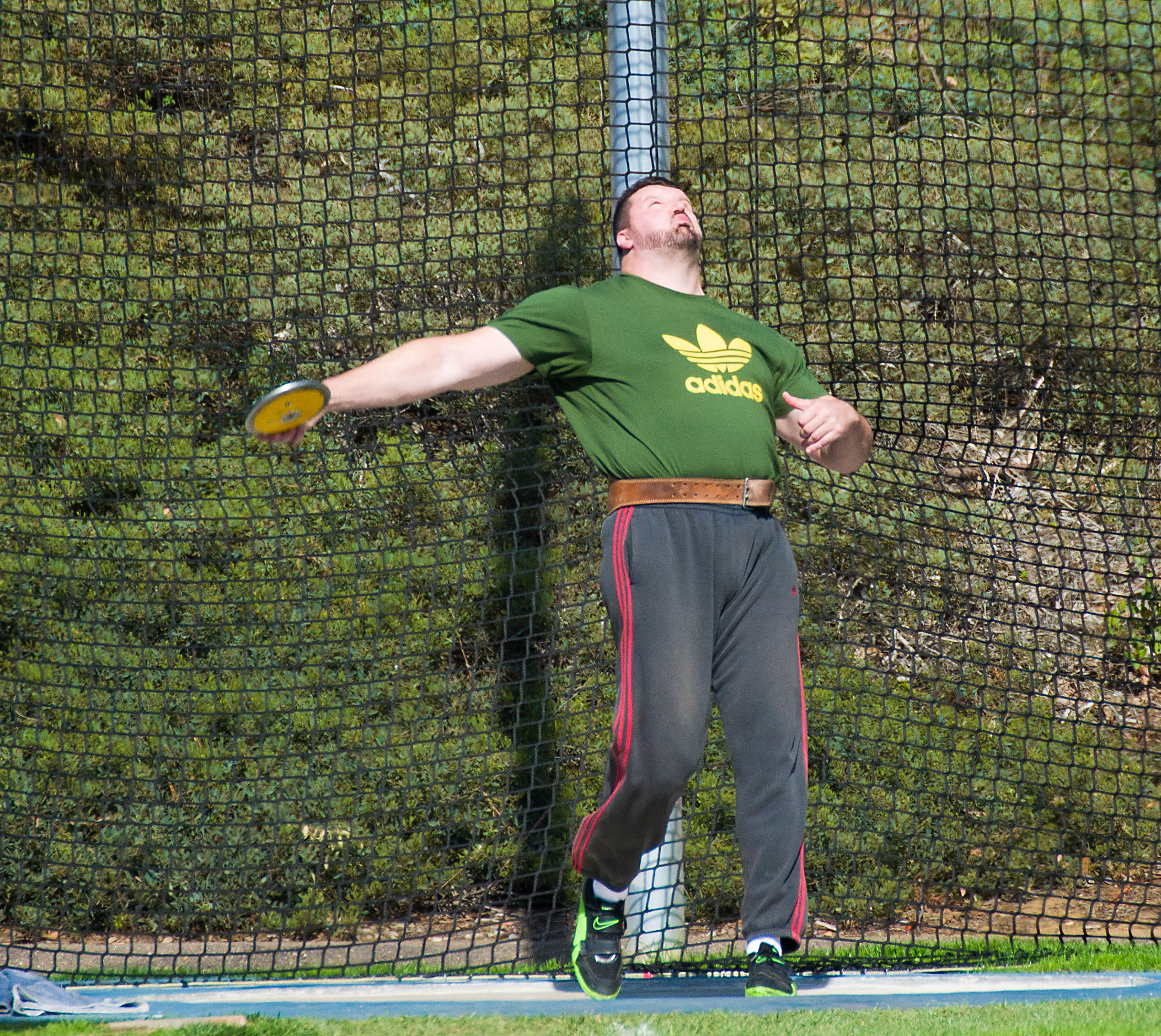
Carl Myerscough (hier beim Diskuswurf) – 18,95 m
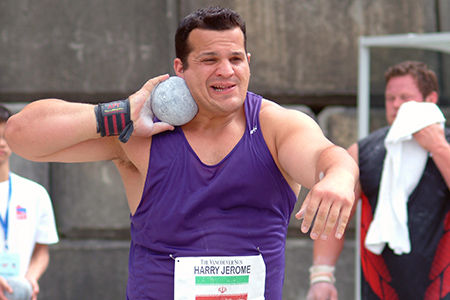
Amin Nikfar – 18,62 m
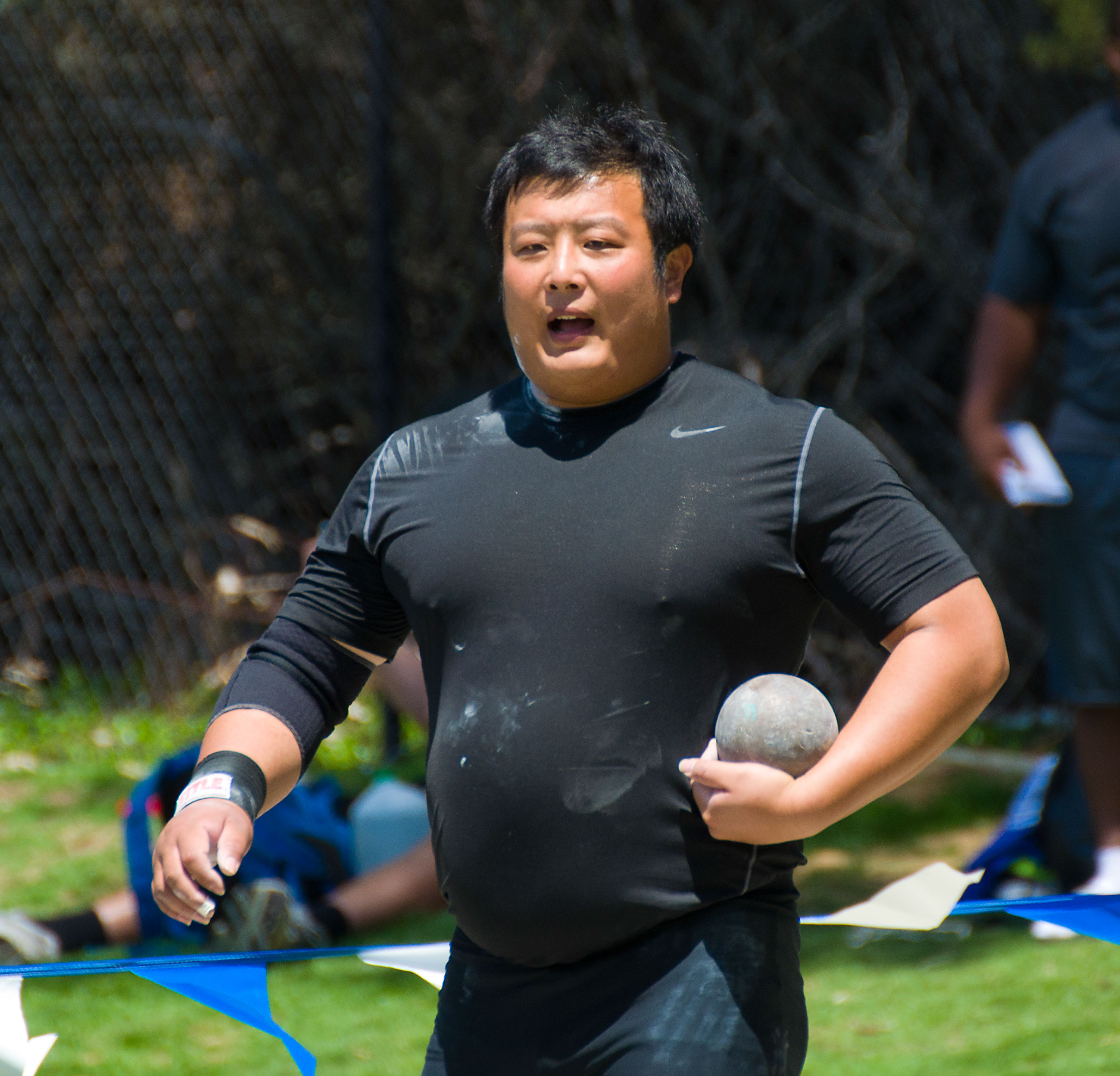
Zhang Jun – drei ungültige Stöße
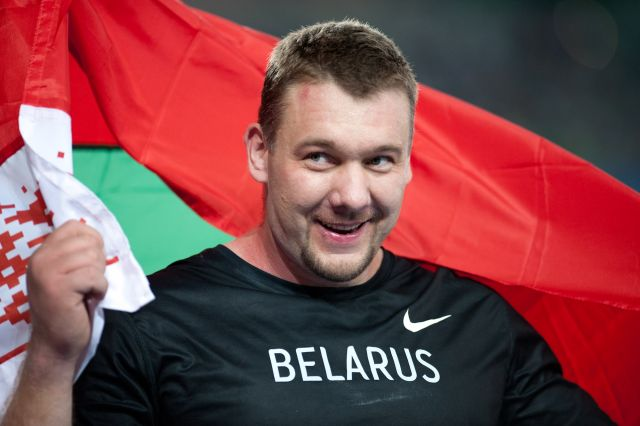
Dopingsünder Andrej Michnewitsch

## Finale

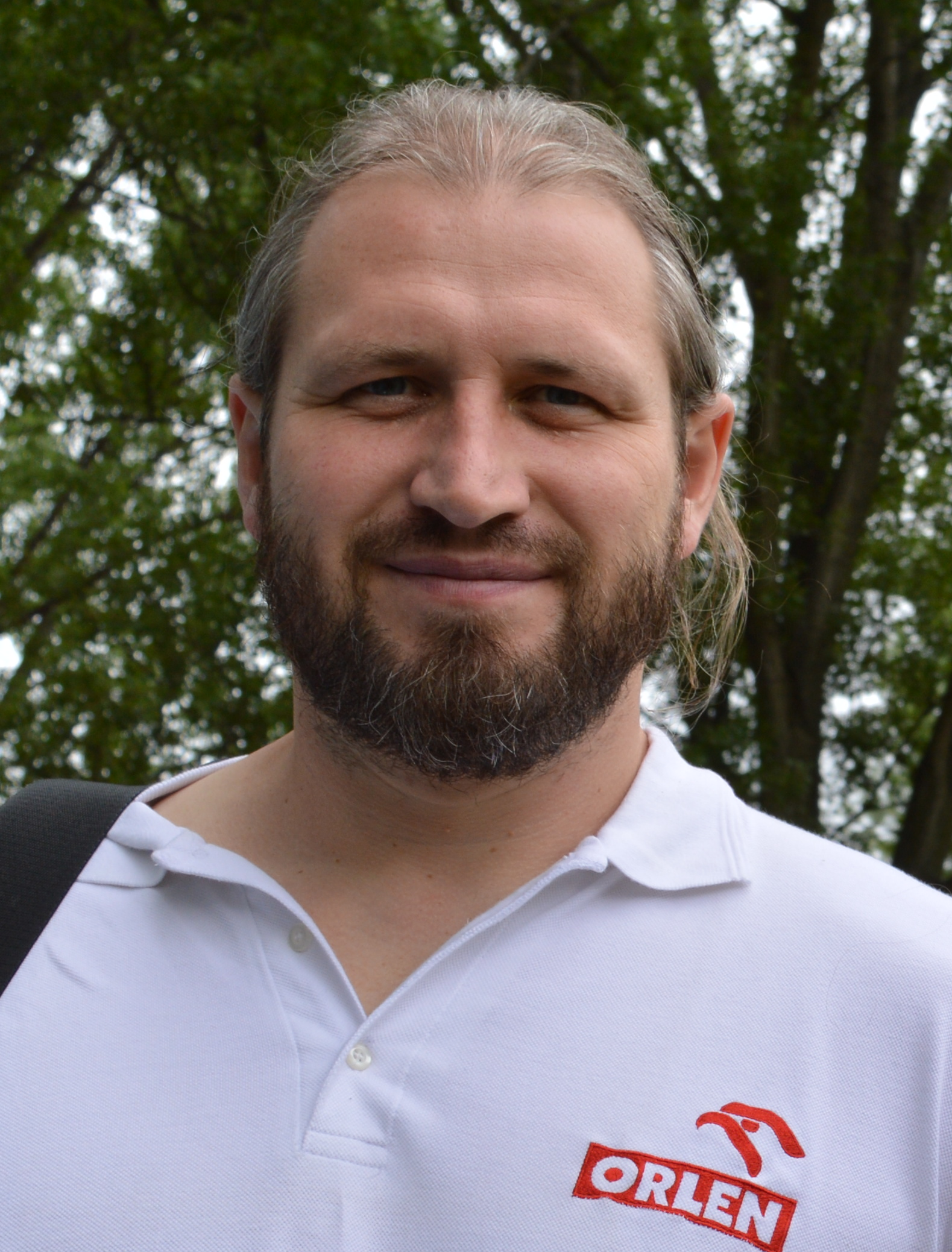
Olympiasieger: Tomasz Majewski
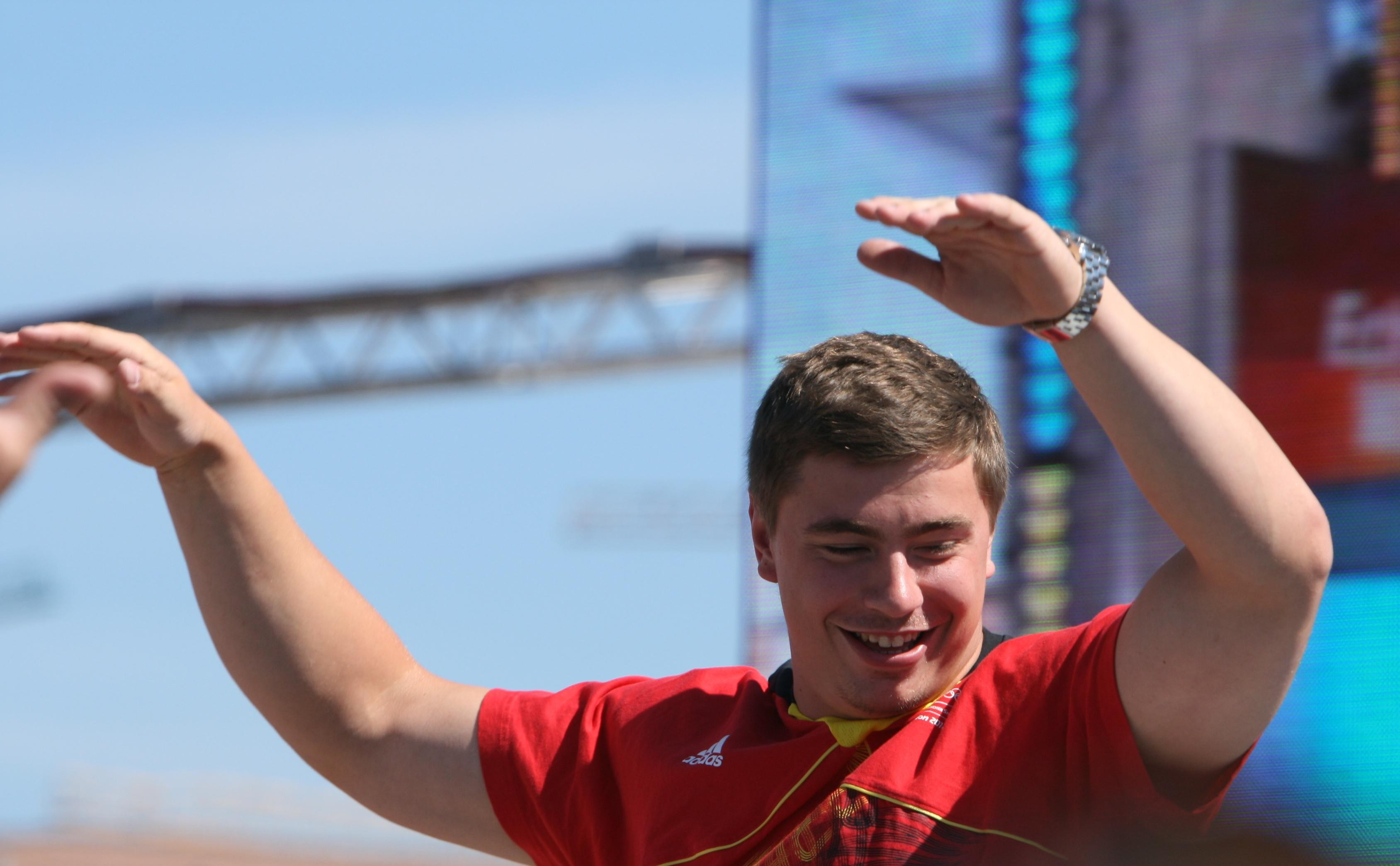
Silbermedaille: David Storl
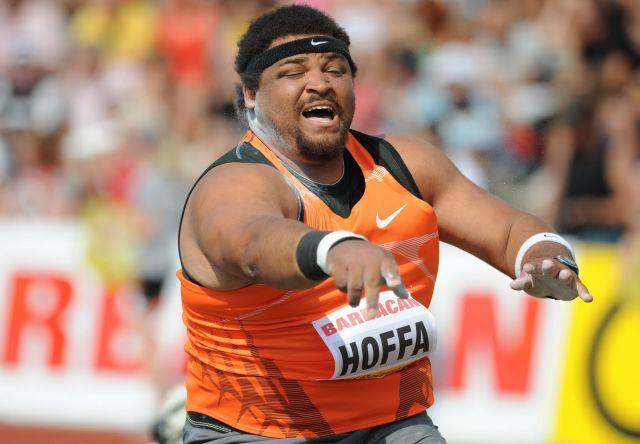
Bronzemedaille: Reese Hoffa

3. August 2012, 20:30 Uhr
| Platz | Name               | Nation            | 1. Versuch | 2. Versuch | 3. Versuch | 4. Versuch                               | 5. Versuch                               | 6. Versuch                               | Weite | Anmerkung |
| ----- | ------------------ | ----------------- | ---------- | ---------- | ---------- | ---------------------------------------- | ---------------------------------------- | ---------------------------------------- | ----- | --------- |
| 1     | Tomasz Majewski    | Polen             | 21,19      | 21,72      | 21,87      | x                                        | 21,72                                    | 21,89                                    | 21,89 |           |
| 2     | David Storl        | Deutschland       | 21,84      | 21,86      | 21,41      | x                                        | x                                        | x                                        | 21,86 |           |
| 3     | Reese Hoffa        | USA               | 20,98      | 20,95      | 21,23      | 21,11                                    | 19,53                                    | x                                        | 21,23 |           |
| 4     | Christian Cantwell | USA               | 20,21      | 20,95      | x          | x                                        | 20,65                                    | 21,19                                    | 21,19 |           |
| 5     | Dylan Armstrong    | Kanada            | 20,16      | 20,93      | 20,74      | x                                        | x                                        | 20,34                                    | 20,93 |           |
| 6     | Germán Lauro       | Argentinien       | 19,40      | 20,82 NR   | 20,84 NR   | 20,34                                    | 20,65                                    | x                                        | 20,84 | NR        |
| 7     | Asmir Kolašinac    | Serbien           | 20,18      | 20,71      | x          | 20,54                                    | 20,46                                    | x                                        | 20,71 |           |
| 8     | Pawel Lyschyn      | Belarus           | 20,69      | x          | x          | 19,93                                    | 20,04                                    | x                                        | 20,69 |           |
|       |                    |                   |            |            |            |                                          |                                          |                                          |       |           |
| 9     | Ryan Whiting       | USA               | 20,21      | 20,21      | 20,64      | nicht im Finale der besten acht Athleten | nicht im Finale der besten acht Athleten | nicht im Finale der besten acht Athleten | 20,64 |           |
| 10    | Dorian Scott       | Jamaika           | 19,51      | 20,61      | x          | nicht im Finale der besten acht Athleten | nicht im Finale der besten acht Athleten | nicht im Finale der besten acht Athleten | 20,61 |           |
| 11    | Maxim Sidorow      | Russland          | x          | 20,41      | x          | nicht im Finale der besten acht Athleten | nicht im Finale der besten acht Athleten | nicht im Finale der besten acht Athleten | 20,41 |           |
| 12    | Chang Ming-huang   | Chinesisch Taipeh | 19,99      | x          | 19,64      | nicht im Finale der besten acht Athleten | nicht im Finale der besten acht Athleten | nicht im Finale der besten acht Athleten | 19,99 |           |

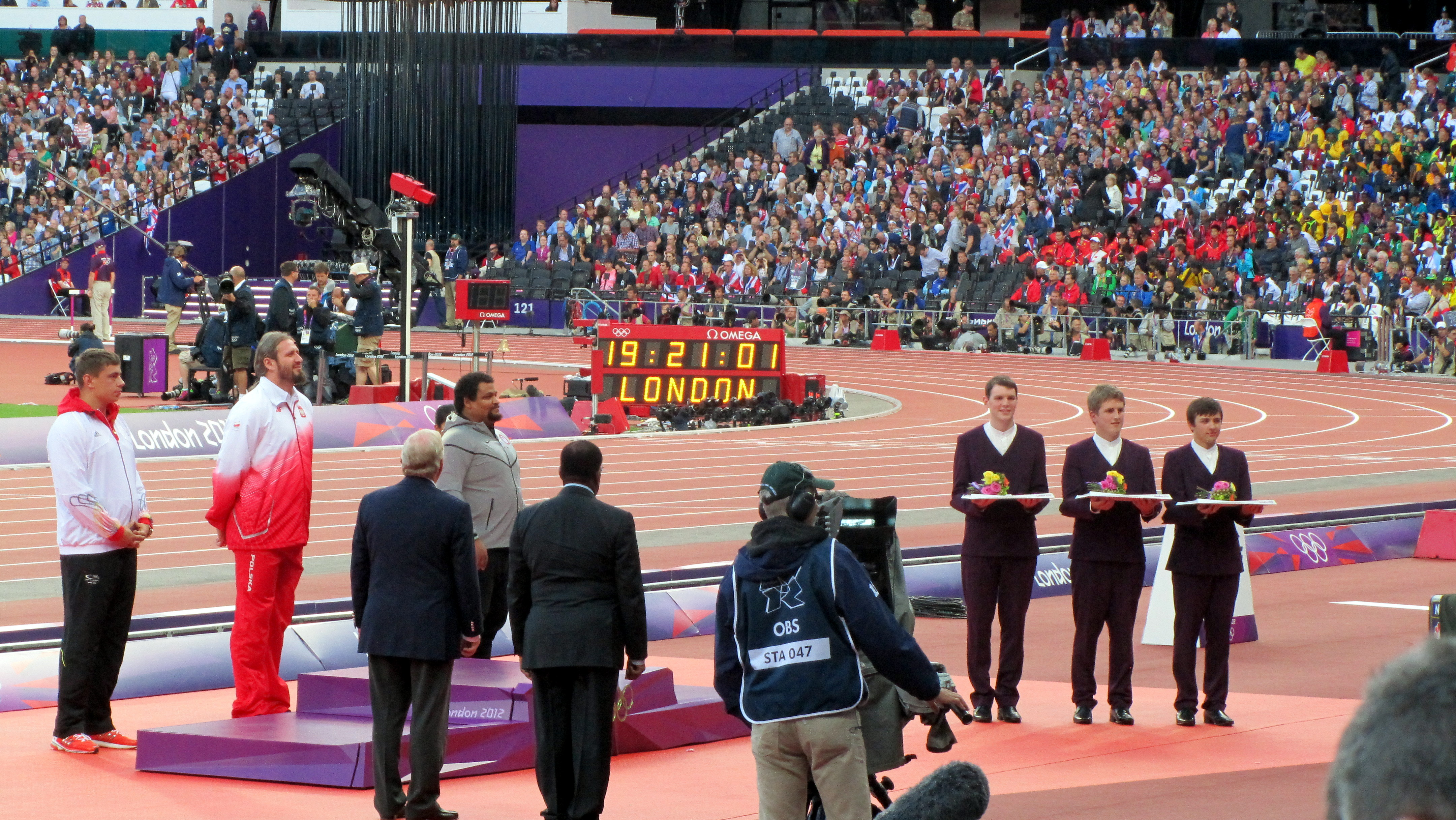
Siegerehrung:
links: David Storl (Silber), Mitte: Tomasz Majewski (Gold),
rechts: Reese Hoffa (Bronze)

Für das Finale hatten sich zwölf Athleten qualifiziert, fünf von ihnen über die Qualifikationsweite, sieben weitere über ihre Platzierungen unter den besten Zwölf. Drei US-Amerikaner kämpften zusammen mit je einem Teilnehmer aus Argentinien, Deutschland, Jamaika, Kanada, Polen, Russland, Serbien, Taiwan und Weißrussland um die Medaillen.
Als Favoriten galten der polnische Olympiasieger von 2008 Tomasz Majewski, der deutsche Welt- und Europameister David Storl sowie der Weltranglisten-Jahresbeste von 2012 Dylan Armstrong aus Kanada. Auch die drei US-Athleten Christian Cantwell, Reese Hoffa und Ryan Whiting, wurden hoch eingeschätzt.
In der ersten Runde setzte sich Storl mit 21,84 m an die Spitze, gefolgt von Majewski mit 21,19 m und Hoffa mit 20,98 m. Storl konnte sich im zweiten Versuch um weitere zwei Zentimeter verbessern, Majewski zog mit 21,72 m an Hoffa vorbei, der sich wiederum im dritten Versuch auf 21,23 m steigerte. In der nächsten Runde übernahm Majewski mit 21,87 die Führung vor Storl. Somit führte Majewski vor Storl, Hoffa, Cantwell, Armstrong und Germán Lauro, der seinen argentinischen Landesrekord aus der Qualifikation im Endkampf noch zweimal verbesserte. Whiting war nach drei Versuchen auf Rang neun liegend ausgeschieden.
Im letzten Durchgang hatten Hoffa und Storl Fehlversuche. Majewski stieß die Kugel auf 21,89 m und konnte somit seinen Olympiasieg von Peking wiederholen. Nach den US-Amerikanern Ralph Rose (1904 und 1908) sowie Parry O’Brien (1952 und 1956) ist Majewski erst der dritte Kugelstoßer, der zwei Goldmedaillen bei aufeinanderfolgenden Spielen gewinnen konnte. Cantwell hatte sich auf 21,19 m verbessert, blieb aber auf Rang vier vor Armstrong und Lauro.
- Olympiasieger:
Tomasz Majewski
- Silbermedaille:
David Storl
- Bronzemedaille:
Reese Hoffa

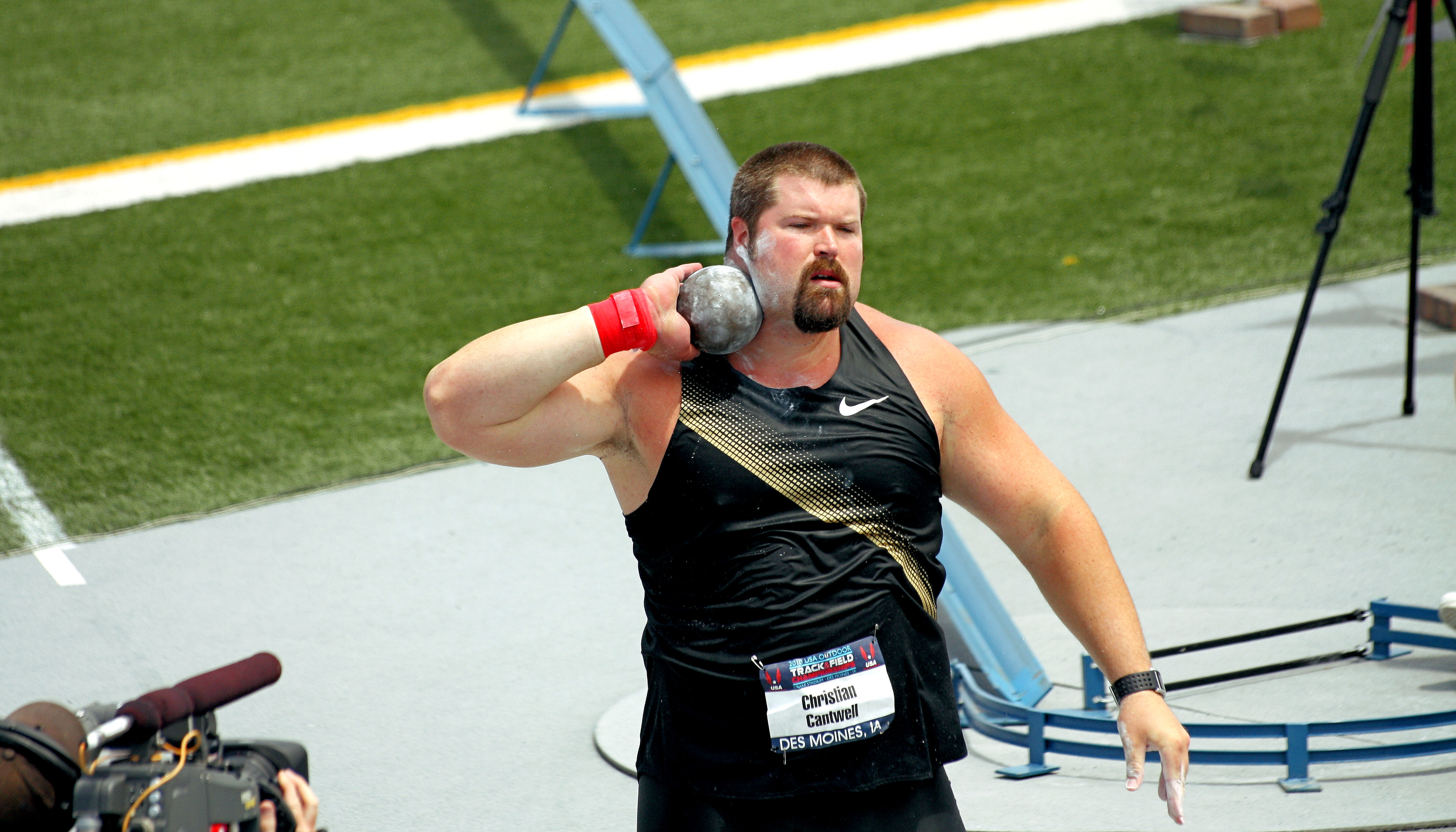
Platz vier für Christian Cantwell
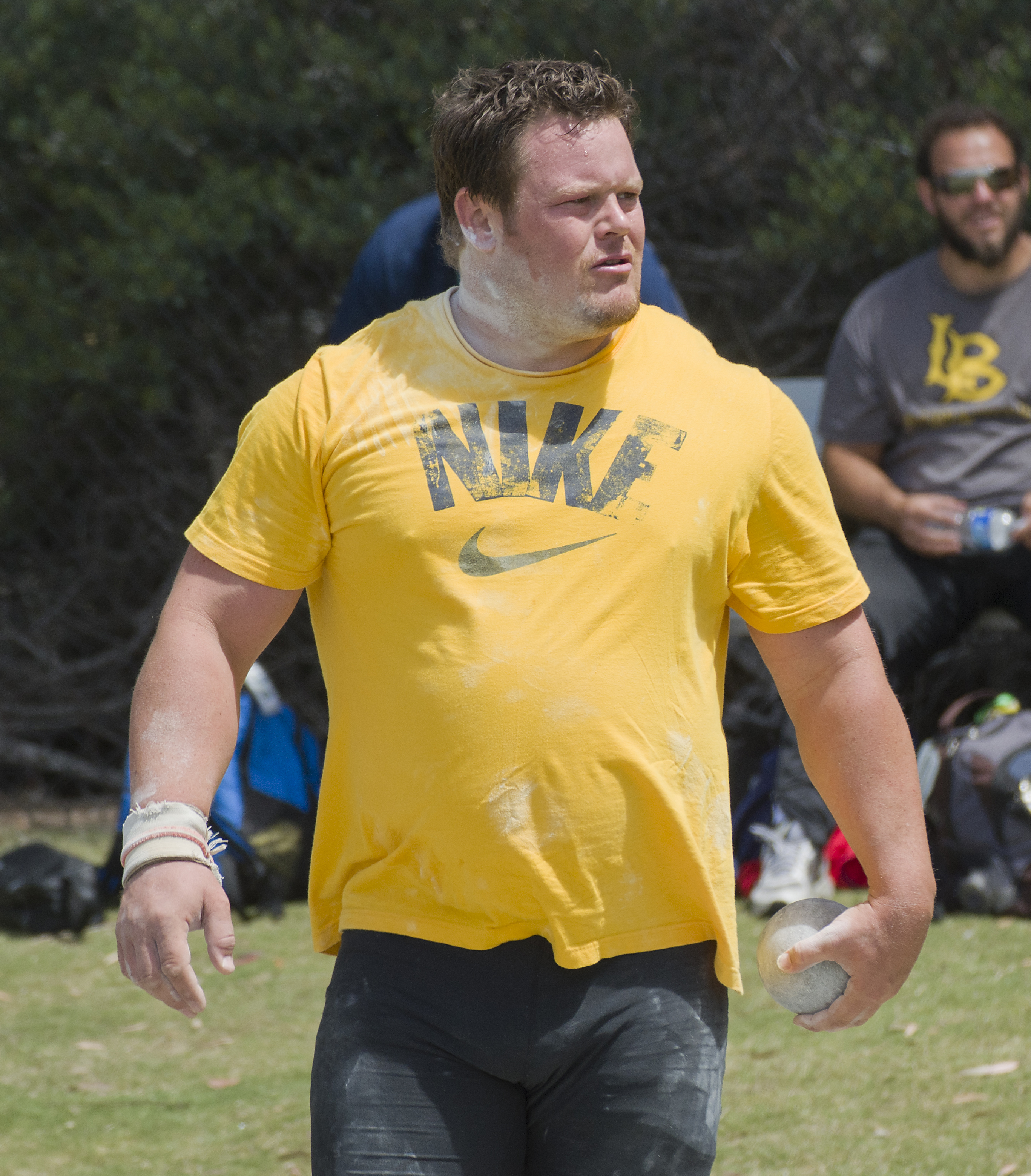
Dylan Armstrong erreichte Platz fünf
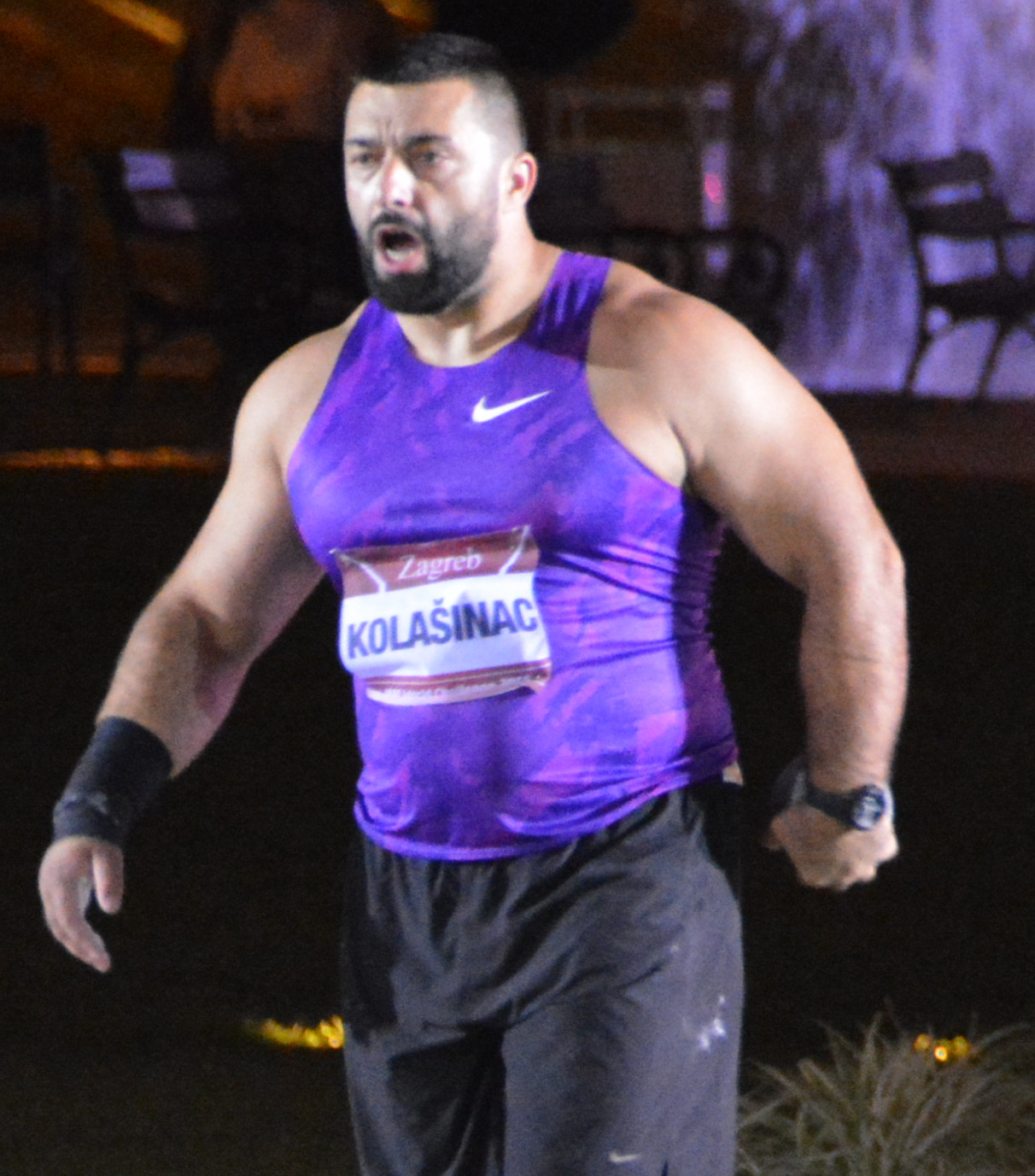
Der siebtplatzierte Asmir Kolašinac
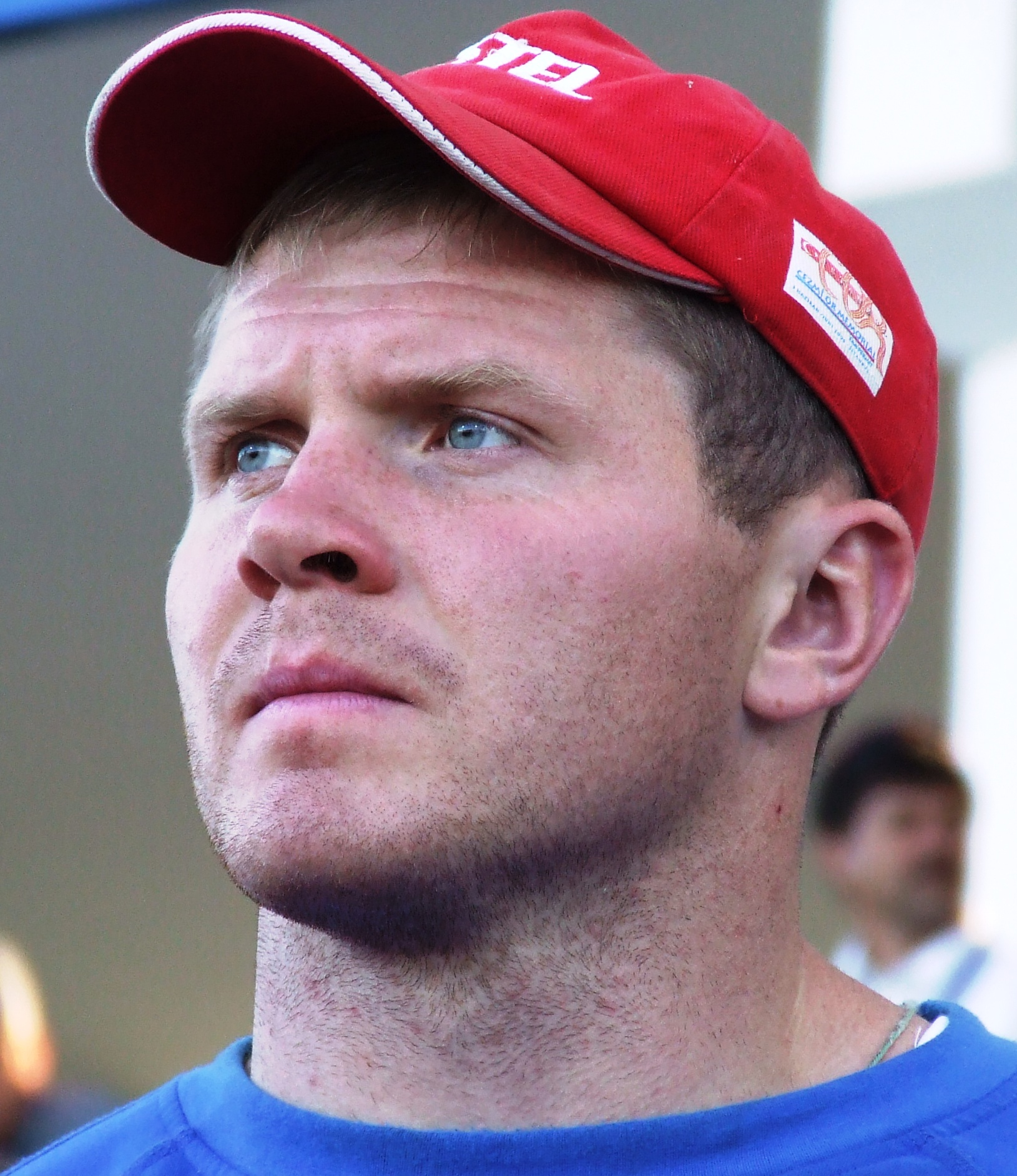
Der Olympiaachte Pawel Lyschyn
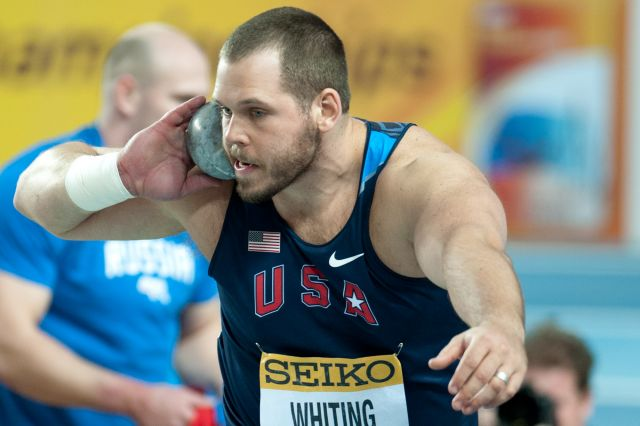
Ryan Whiting kam auf den neunten Platz
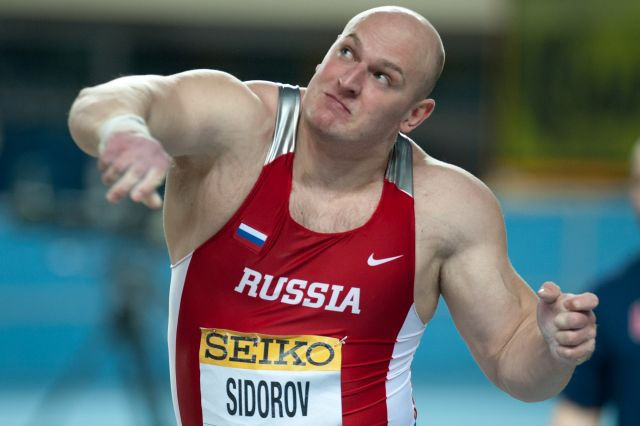
Maxim Sidorow belegte Rang elf
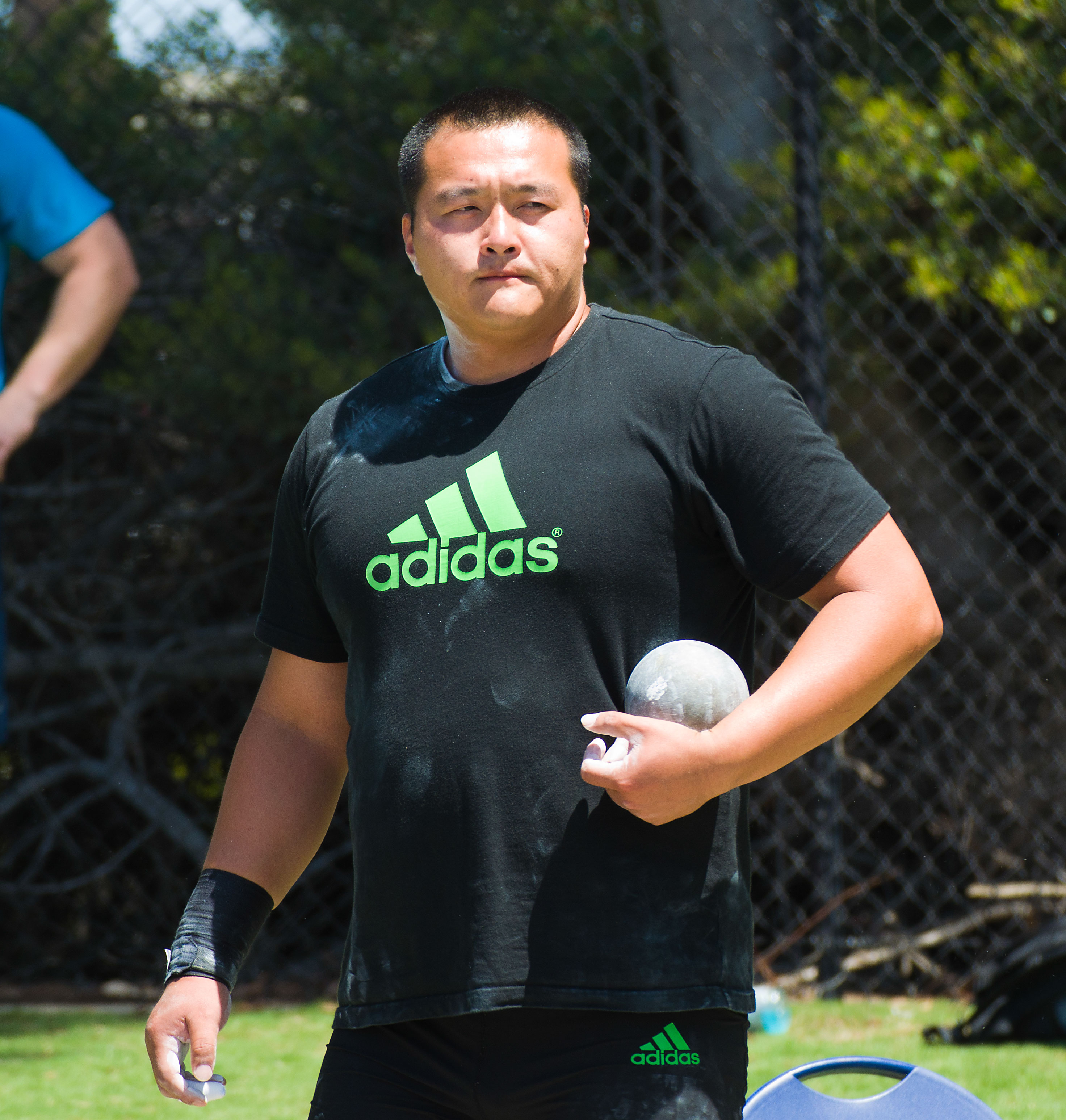
Chang Ming-huang Taipei wurde Zwölfter

## Videolinks
- O G 2012 SHOT PUT Men final, youtube.com, abgerufen am 4. April 2022
- Tomasz Majewski (POL) Wins Shot Put Gold - London 2012 Olympics, youtube.com, abgerufen am 4. April 2022